# جامع حضرت سليمان
جامع حضرت سليمان (بالتركية: Hazreti Süleyman Camii)‏، (بالكردية: Mizgefta Hezretî Silêman)‏ هو مسجد في ديار بكر بتركيا.
بني بين 1155 و 1169 قبل نيسان أوغلو قاسم. المسجد ينقسم إلى ثلاثة أقسام ويحتوي على مئذنة ذات قاعدة مربعة عليها نقش مؤرخ 555 هـ (1160 م) حسب التقويم الإسلامي. المسجد اكتمل بوضعه الحالي في عام 1631 من قبل صلاح دار مرتضى باشا.

## معرض صور

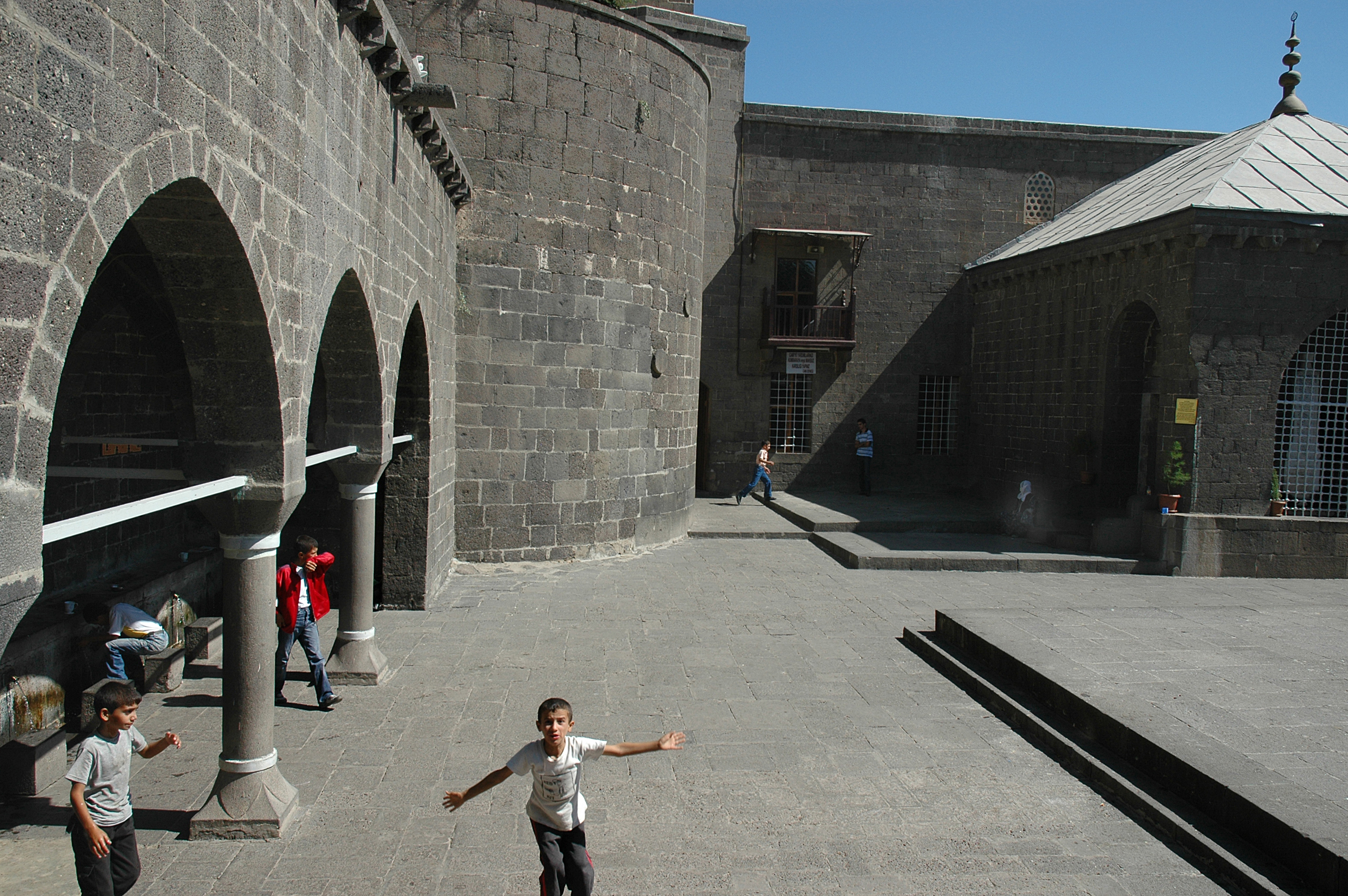
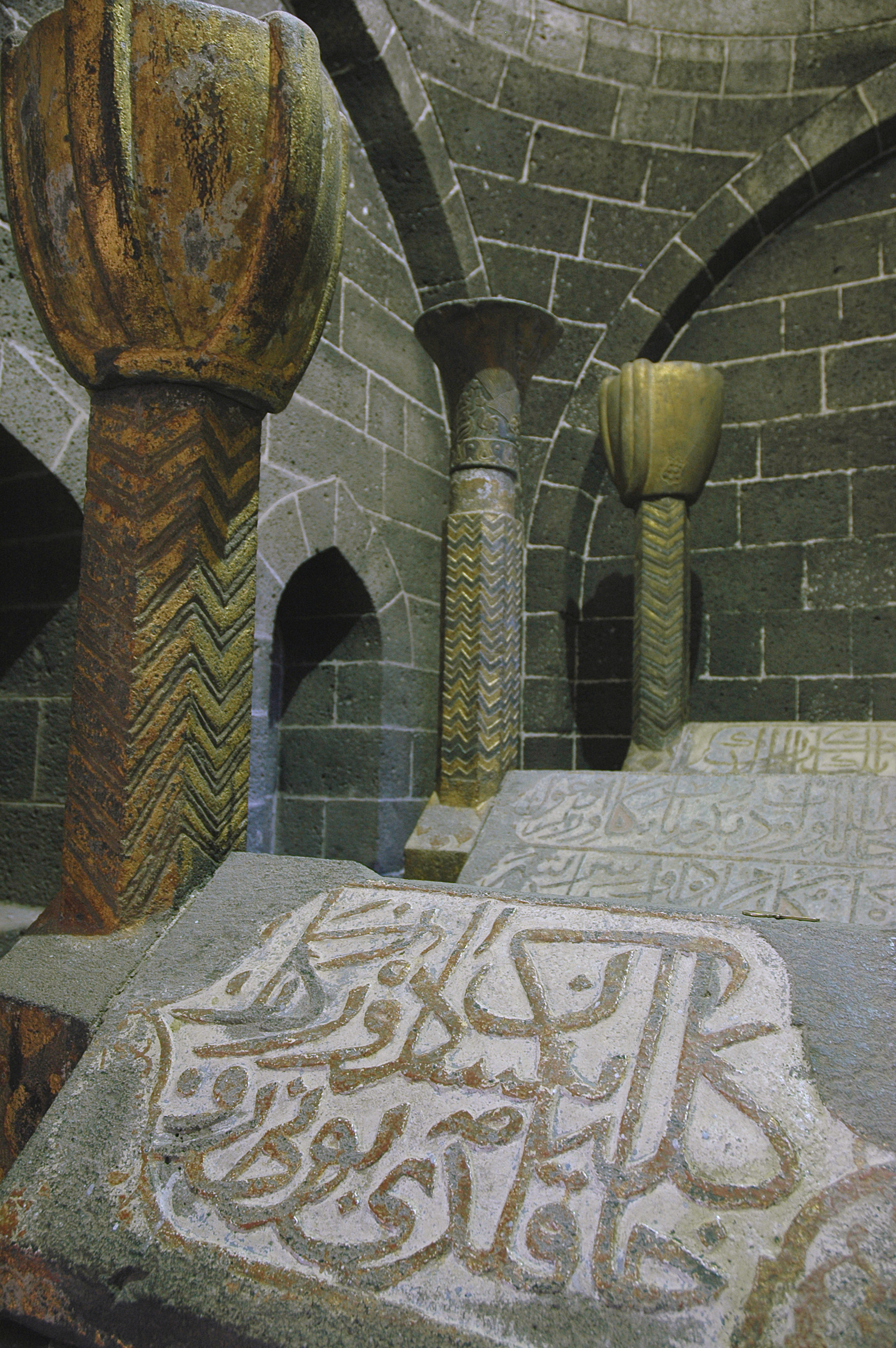
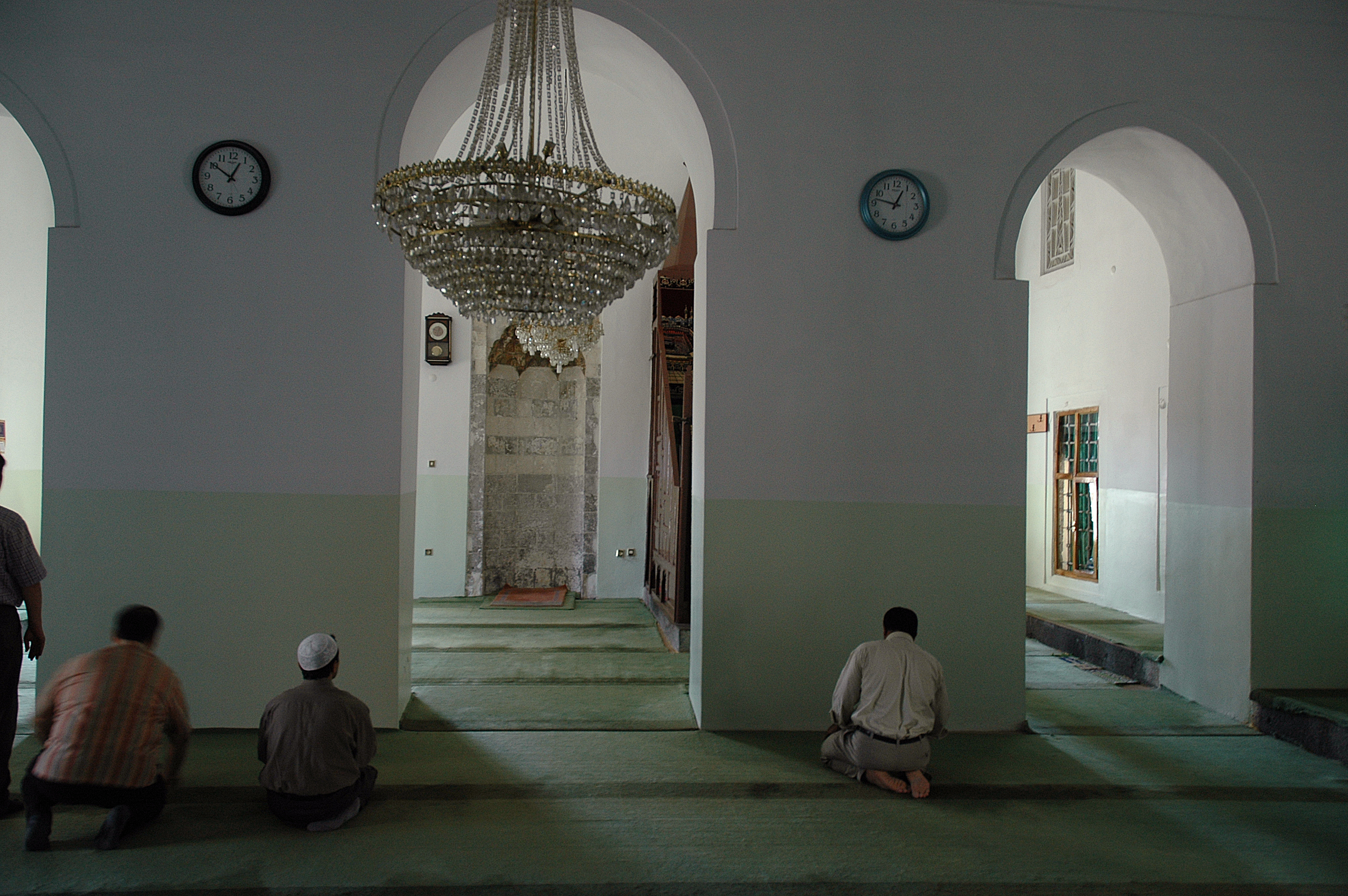